# Akodon toba
Akodon toba är en däggdjursart som beskrevs av Thomas 1921. Akodon toba ingår i släktet fältmöss, och familjen hamsterartade gnagare. IUCN kategoriserar arten globalt som livskraftig. Inga underarter finns listade i Catalogue of Life.
Denna gnagare förekommer i södra Bolivia, västra Paraguay och norra Argentina. Habitatet utgörs av det torra slättlandsområde Gran Chaco.